# Peru (Nebraska)
Peru – miasto w Stanach Zjednoczonych, w stanie Nebraska, w hrabstwie Nemaha.